# Москалюк Онуфрій Ількович
Онуфрій Ількович Москалюк (псевдо.: «Яструб»; нар. 1918, с. Чорногузи, Вижницький район, Чернівецька область — пом. кінець 1980-х, м. Калгарі, Канада) — український військовик, сотенний 2-ї сотні Буковинського куреня УПА, лицар Бронзового хреста бойової заслуги УПА.

## Життєпис
Служив у румунській армії. Член ОУН із 1938 р. Станичний провідник ОУН с. Чорногузи. У 1942 році арештований румунськими жандармами, але втік до Галичини.
У лавах УНС із липня 1943 р. Кулеметник відділу «Різуна», командир рою, а відтак чотар сотні «Різуна», сотенний сотні «Змії» куреня УПА «Скажені» групи «Чорний Ліс» (07.1943-08.1944).
У серпні 1944 року переведений на Буковину. Вишкільник партизанської тактики у підстаршинській школі УПА, сотенний 2-ї сотні Буковинського куреня УПА (листопад 1944-квітень 1945). На початку квітня 1945 р. із залишками куреня пробився на Коломийщину, де влилися до складу куреня УПА «Недобитого».
У травні 1945 року перейшов на терен Румунії, де перебував до 1947 р.
Перебрався на Захід. Проживав у м. Калгарі, Канада. Булавний (?), старший булавний (?) УПА.

## Нагороди
- Згідно з Виказом відзначених УПА-Захід від 1.09.1946 р. старший булавний УПА, командир сотні Буковинського куреня УПА Онуфрій Москалюк — «Яструб» нагороджений Бронзовим хрестом бойової заслуги УПА.

## Вшанування пам'яті
- 14.12.2017 р. від імені Координаційної ради з вшанування пам'яті нагороджених Лицарів ОУН і УПА у м. Чернівці Бронзовий хрест бойової заслуги УПА (№ 043) переданий Одарці Плавюк, племінниці Онуфрія Москалюка — «Яструба».